# Château de Betz (Indre-et-Loire)
Ne pas confondre avec le château de Betz dans l'Oise acheté par le roi du Maroc.
Le château de Betz est situé sur la commune de Betz-le-Château, dans le département d'Indre-et-Loire. Le château fait l’objet d’une inscription au titre des monuments historiques depuis le 21 avril 1937.

## Historique
Gilles de Betz, premier seigneur connu, fut sans doute le constructeur de la forteresse. Sa famille conserva la seigneurie de Betz jusqu'en 1503, année du mariage de Renée de Betz avec François Couhé de Lusignan, qui devint ainsi seigneur de Betz. Les Lusignan possédèrent la terre jusqu'au début du XVIIIe siècle. 
Le domaine passa alors aux Chaspoux et fut réunie aux domaines de Verneuil, Saint-Flovier, Chaumussay et autres pour constituer le marquisat érigé en faveur d'Eusèbe-Jacques Chaspoux.